# Зібенбоймен
Зібенбоймен (нім. Siebenbäumen) — громада в Німеччині, розташована в землі Шлезвіг-Гольштейн. Входить до складу району Герцогство Лауенбург. Складова частина об'єднання громад Зандеснебен-Нуссе.
Площа — 8,82 км2. Населення становить 604 ос. (станом на 31 грудня 2020).